# Riksväg 86
Riksväg 86 går mellan Sundsvall och Bispgården. Vägen är 84 km lång (ev ändrat efter vägbygge på riksväg 87). Vägen används ofta tillsammans med Riksväg 87 som ett alternativ till E14 mellan Sundsvall och Östersund.

## Standard och planer
Vägen är omkring 7-8 meter bred och relativt krokig. Söder om Indal är den hårdare trafikerad, och har långa stycken 70 km/h. Vägen går rakt genom tätorterna Sundsvall (förorten Bergsåker), Kovland, Indal, Liden och Bispgården.
Det finns planer för bättre väg närmast Bergsåker, trafiksäkerhetsåtgärder. Det planeras dessutom på lite längre sikt en ny väg mellan Kovland och Birsta vid E4 norr om Sundsvall, som kan komma att kallas väg 86 istället för nuvarande dragning.

## Historia
När vägnummer infördes under 1940-talet gavs vägen numret 325. År 1962 infördes det nya systemet då numret ändrades till 86. Det har sedan äldre tider funnits väg parallellt med Indalsälven längs älvdalens södra sida. Vid 1800-talets slut byggdes en träbro vid Kårsta i Indals socken som ersatte tidigare färjor. Bron ledde jämtlandsvägen genom Sättna och Selånger vidare mot Sundsvall. Dagens väg har byggts som beredskapsarbete på 1930-talet och den äldre vägen går mestadels parallellt. Vägen har dragits om utanför tätorterna Kovland, Indal och Liden men har i övrigt haft i stort sett oförändrad sträckning sedan dess.

## Trafikplatser och korsningar
|  | Nr | Namn                        | Skyltning            |
|  | -- | --------------------------- | -------------------- |
|  |    | Davidstad                   | Sundsvall, Trondheim |
|  |    | över Selångersån            | cirka 30 m           |
|  | -  | Bergsåker                   | Sundsbruk            |
|  |    | över Sättnaån               | cirka 30 m           |
|  |    | över Sättnaån               | cirka 30 m           |
|  |    | Kovland                     | Kälarne, Y 631 Timrå |
|  |    | Kävstabron över Indalsälven | cirka 350 m          |
|  |    | Indal                       | Bergeforsen          |
|  |    | Bispgården                  | Östersund, Sollefteå |